# 中谷孝雄
中谷 孝雄（なかたに たかお、1901年（明治34年）10月1日 - 1995年（平成7年）9月7日）は、日本の小説家。妻は小説家の平林英子。

## 来歴・人物
三重県一志郡七栗村（現・津市）出身。三重県立第一中学校（現・三重県立津高等学校）卒業後、旧制第三高等学校に進学し、梶井基次郎、飯島正、浅野晃らと出会う。平林英子とは三高在学中に出会い、2人が既に同棲をしていた下宿へ友人であった梶井基次郎や大宅壮一が遊びに訪れた。
1924年（大正13年）に東京帝国大学文学部独文科に進み、一旦離れていた平林英子と10月から同棲を再開し結婚。翌1925年（大正14年）1月に、同校の梶井基次郎、外村茂らと同人誌『青空』を創刊した。
佐藤春夫に師事し、1935年（昭和10年）には保田與重郎、亀井勝一郎、木山捷平らと『日本浪曼派』を創刊（後に太宰治、檀一雄らも参加）。1937年（昭和12年）に初の作品集『春の絵巻』を刊行して以来、執筆活動に専念。1968年（昭和43年）に『招魂の賦』で芸術選奨文部大臣賞を受賞。1974年（昭和49年）春、勲四等瑞宝章受勲。1977年（昭和52年）、大津義仲寺・無名庵庵主となる。
1992年（平成4年）、飯能市に中谷孝雄文学館が完成された。1975年（昭和50年）に講談社より『中谷孝雄全集』（全4巻）刊行され、没後1997年（平成9年）に新学社より『中谷孝雄全集』（全3巻）が刊行された。墓所は竜ヶ丘俳人墓地。
弟子に駒田信二がいる。

## 著作
- 春の絵巻 赤塚書房 1937
- くろ土 赤塚書房 1939
- 滬杭日記 砂子屋書房 1939
- むかしの歌 ぐろりあ・そさえて 1939
- 春 短篇小説傑作集　人文書院 1940
- 戦争文学の新研究 日本文章学会 1940
- 死とその周囲 河出書房 1940
- 時代祭 随筆　文明社 1941
- 清貧論 白馬書房 1942
- 旅情 天理時報社 1942
- 梁川星巌 小学館 1943
- 野村望東尼 三宝書院 1944
- 懐しき青春 長篇小説 弘文社 1949
- 日本女性史 ダヴィッド社 1958
- 業平系図　河出書房新社 1959
- 梶井基次郎 筑摩書房 1961、筑摩叢書 1969
- 愛にひらく 冬樹社 1965
- のどかな戦場　東都書房 1967
- 招魂の賦 講談社 1969、講談社文芸文庫 1998
- 京は人を賤うす 作品集 皆美社 1969
- 同人 青空・日本浪曼派 講談社 1970
- 故郷 永田書房 1973
- わが陶淵明 筑摩書房 1974
- 中谷孝雄全集 第4巻 講談社 1975-1976
- 旅の詩人芭蕉 実業之日本社 1977、永田書房 1989
- 孫子（訳・解説）教育社 中国古典兵法書 1987、新版・ニュートンプレス 2002
- 無名庵日記 朝日書林 1991
- 中谷孝雄全集 3巻組 新学社 1997
- 尾崎士郎／中谷孝雄 新学社 近代浪漫派文庫 2004